# Carmen Delgado Votaw
Carmen Delgado Votaw (29 tháng 9 năm 1935 – 18 tháng 2 năm 2017) là một nhà tiên phong về quyền công dân, một công chức, một tác giả và lãnh đạo cộng đồng. Bà học tại Đại học Puerto Rico và tốt nghiệp Đại học Mỹ ở Washington, DC, với bằng cử nhân nghệ thuật trong các nghiên cứu quốc tế. Sau đó, bà đã được trao bằng tiến sĩ danh dự về nhân văn bởi Hood College ở Frederick, MD.

## Sự nghiệp
Votaw được Tổng thống Jimmy Carter bổ nhiệm làm chủ tịch Ủy ban Cố vấn Quốc gia về Phụ nữ. Bà từng là chủ tịch của Ủy ban Phụ nữ Interamerican của Tổ chức các quốc gia châu Mỹ năm 1979-80. Tổng thống đầu tiên của cơ quan đó, bà vẫn chỉ là một trong hai phụ nữ từ Hoa Kỳ đã từng là chủ tịch của Ủy ban.
Trong sự nghiệp của mình, Votaw đã đi đến hơn 80 quốc gia và gặp gỡ hơn 50 nguyên thủ quốc gia. Bà là thành viên của phái đoàn Hoa Kỳ tham dự hội nghị Năm Quốc tế Phụ nữ, tham dự các hội nghị tại Mexico City, Copenhagen, Nairobi và Bắc Kinh.
Votaw là chánh văn phòng cho Ủy viên thường trú của Puerto Rico Jaime B. Fuster từ 1985 – 1991. Là nữ chánh văn phòng gốc Tây Ban Nha đầu tiên của một thành viên Quốc hội, bà đã làm việc để giải quyết những thách thức đối với 3,5 triệu người Puerto Rico sống trên đảo và xây dựng một mạng lưới mạnh mẽ cho phụ nữ trong Chính phủ Liên bang. Sau khi rời Hạ viện Hoa Kỳ, bà đã tham gia vào Hội Nữ Hướng đạo Hoa Kỳ, Hoa Kỳ và Liên minh Trẻ em và Gia đình.
Votaw là tác giả của một số ấn phẩm về phụ nữ, bao gồm cả `Puerto Rican Women: Mujeres Puertorriquenas, ``Notable American Women, ``Libro de Oro, and ``To Ourselves Be True. Những câu chuyện này nêu bật những thành tựu của phụ nữ, đặc biệt là phụ nữ Tây Ban Nha, người có cuộc sống đáng chú ý và đóng vai trò là hình mẫu cho phụ nữ trẻ.

## Nhà hoạt động
Là người bảo vệ các quyền dân sự cho các nhóm dân cư khác nhau, đặc biệt là người gốc Tây Ban Nha, Votaw đã nhận được Giải thưởng Di sản Tây Ban Nha cho Giáo dục, Giải thưởng Người phụ nữ Mỹ gốc Mexico và nhiều giải thưởng từ NASA, FEW và các tổ chức dân sự địa phương và quốc gia. Votaw phục vụ trong ban giám đốc của nhiều tổ chức phụ nữ, bao gồm Hội nghị Phụ nữ Puerto Rico, mà bà từng là chủ tịch quốc gia và chủ tịch của chương DC, Quỹ giáo dục nước ngoài của Liên đoàn cử tri nữ, Nữ hướng đạo Hoa Kỳ, Hướng dẫn dành cho Nữ Quốc tế, Caucus Chính trị Phụ nữ Quốc gia và Liên minh Bổ nhiệm, Trung tâm Công bằng giữa Đại Tây Dương và Liên minh Quốc gia về Phụ nữ và Trẻ em gái trong Giáo dục. Bà cũng hoạt động với Viện Caucus Tây Ban Nha của Quốc hội, Nhà hát Tây Ban Nha Gala và Trung tâm Di sản Phụ nữ Maryland, và bà là thành viên của Hội đồng Quan hệ Đối ngoại.
Năm 1978, Votaw trở thành cộng tác viên của Viện Phụ nữ Tự do Báo chí (WIFP). WIFP là một tổ chức xuất bản phi lợi nhuận của Mỹ. Tổ chức này hoạt động để tăng giao tiếp giữa phụ nữ và kết nối công chúng với các hình thức truyền thông dựa trên phụ nữ.

## Giải thưởng
Năm 1992, Votaw được giới thiệu vào Đại sảnh vinh danh phụ nữ Maryland vì nhiều đóng góp của bà cho cộng đồng. Với vai trò lãnh đạo trong giáo dục, bà là người nhận giải thưởng Di sản Tây Ban Nha năm 1996, được trình bày tại Trung tâm Kennedy ở Washington DC. Ngoài ra, bà còn được công nhận bởi Dự án Lịch sử Phụ nữ Quốc gia về Thành tựu trọn đời nổi bật năm 2014.